# Glycyphana darwinensis
Glycyphana darwinensis är en skalbaggsart som beskrevs av Bacchus 1974. Glycyphana darwinensis ingår i släktet Glycyphana och familjen Cetoniidae. Inga underarter finns listade i Catalogue of Life.